# Koch Industries
Koch Industries, Inc., tidigare Wood River Oil and Refining Company, är ett amerikanskt globalt industriellt konglomerat som har verksamheter främst inom kemisk-teknisk industri, mineraler, energi, konstgödsel, petroleum, glas, biobränsle, dagligvaror, tillverkningsindustri, infrastruktur och råvaruhandel. Konglomeratet rankas som USA:s största privata företag efter omsättning, på omkring 115 miljarder amerikanska dollar och en personalstyrka på 100 000 anställda världen över.
Konglomeratet grundades 1940 av Fred Koch som Wood River Oil and Refining Company och var då enbart ett petroleumbolag. Företaget döptes om till nuvarande namn när Fred Koch avled 1967 som en hyllning åt honom.